# Falcon 9 v1.0

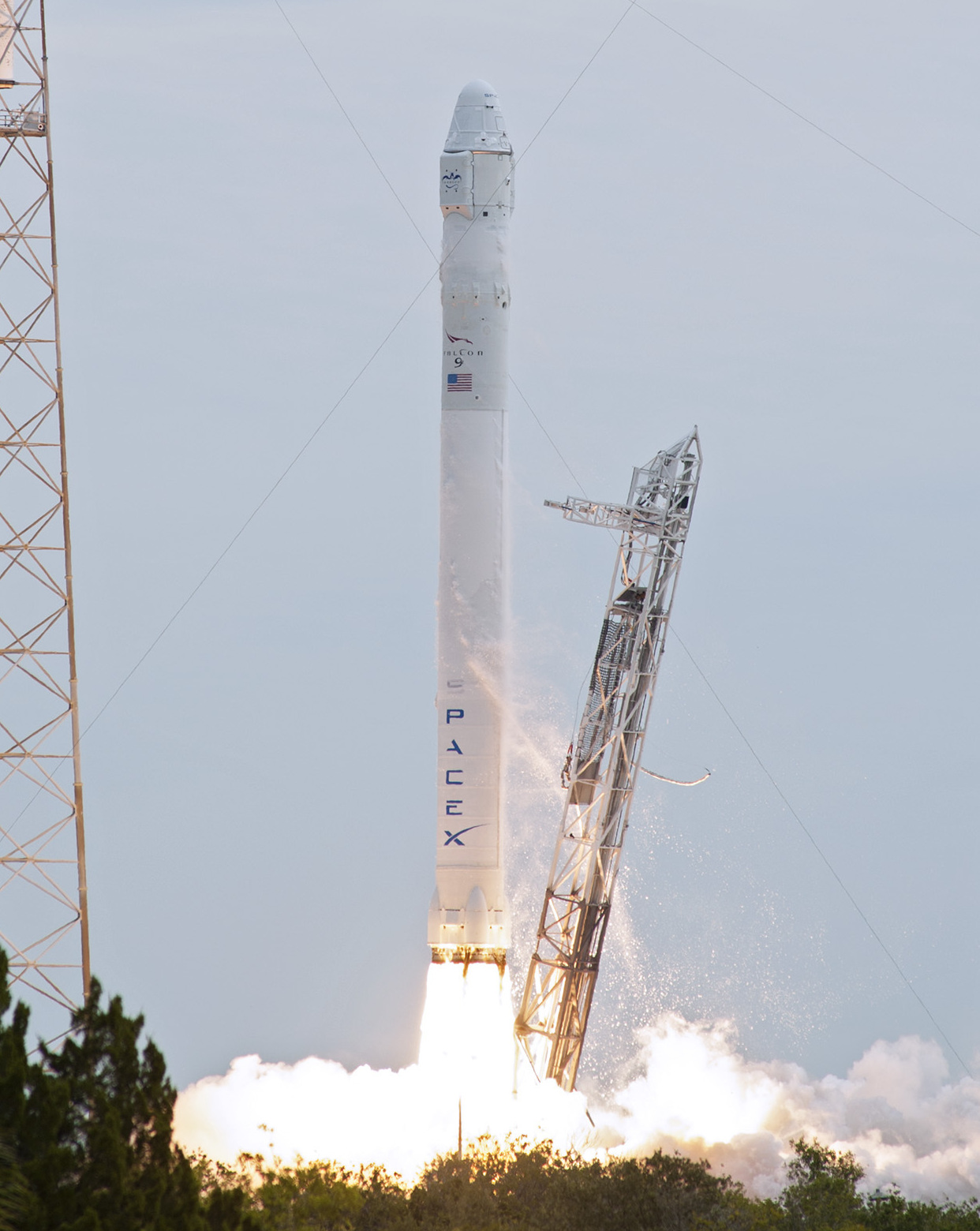
Falcon 9 v1.0 đang phóng

Falcon 9 v1.0 là phiên bản đầu tiên của tên lửa Falcon 9.

## Thăm khảo
1. ↑  Irene Klotz (ngày 6 tháng 9 năm 2013). "Musk Says SpaceX Being "Extremely Paranoid" as It Readies for Falcon 9's California Debut" [Musk nói SpaceX "cực kỳ hoang tưởng" khi công ty chuẩn bị sự ra mắt của Falcon 9 ở California]. Space News. Truy cập ngày 9 tháng 7 năm 2017.